# Гимназия Колумбайн
Гимназия Колумбайн (на английски: Columbine High School (CHS)) е гимназия в Колумбайн, Колорадо, Съединените американски щати.
Училището е в окръг Джеферсън. Намира се на адрес 6201 South Pierce, на 2 км западно от границите на град Литълтън. Официалните цветове на училището са син и сребрист.

## История
Колумбайнската гимназия е открита с капацитет за 1652 ученици през есента на 1973 г. Носи името на окръг Колумбайн, който на свой ред е кръстен на името на цветето на Колорадо – Aquilegia coerulea. Първият директор на училището е Джералд Дифорд. Първият завършил випуск е през 1975 г. Училищните цветове са подбрани чрез гласуване от ученици от „Джон Керил“ и от „Беър Крийк“, които първи са записани в гимназия Колумбайн, когато тя е открита през 1973 г.
Училището претърпява значителни ремонти от първото си откриване – през 1995 г. с отваряне на ново кафене и библиотека; през 1999-2000 г. с вътрешни ремонти към коридорите, кафенетата и бившата библиотека; и в началото на 2000-те години, с новата библиотека на HOPE Columbine Memorial и паметник на обекта.

### Масово убийство
Колумбайнската гимназия е мястото на едно от най-големите масови убийства в съвременната история на Съединените американски щати. Това се случва на 20 април 1999 г., когато учениците от 12-и клас Ерик Харис и Дилън Клиболд убиват 12 ученици и учител и раняват още 24, преди двамата да се самоубият. Масовото убийство е на първите страници на национално и международно равнище, което прави Колумбайн нарицателно и причинява морална паника в американските гимназии. Това е най-смъртоносната стрелба в училище в историята на САЩ до 14 февруари 2018 г., когато 17 души са убити при стрелбата в гимназията Стоунман Дъглас.
След убийствата, класовете от Колумбайн са преместени в съседната гимназия Chatfield Senior High за последните 3 седмици от тази учебна година (1998/99).
Колумбайнската гимназия напълно разрушава библиотеката си, разположена над кафенето, тъй като това е мястото, където са по-голямата част от смъртните случаи. Мястото се превръща в паметник, а нова по-голяма библиотека е построена на хълма, където започва стрелбата и е посветена на паметта на жертвите.

## Известни ученици
- Даръл Ейкърфелдс – питчър от Мейджър Лийг Бейзбол, играл за Оукланд Атлетикс, Кливланд Индиънс, Тексас Рейнджърс и Филаделфия Филис от 1986 г. до 1991 г.[13][14]
- Сера Кахоун – певец и композитор[15]
- Скип Евинг – кънтри изпълнител
- Ерик Харис и Дилън Клиболд – извършители на масовото убийство в гимназия Колумбайн
- Уес Харт – футболист от МЛС, който последно играе за Сан Хосе Ърткуейкс през 2005 г.
- Алън Кайзър – актьор[16]
- Сю Мантерис – новинар на телевизия Лас Вегас и Канал 3
- Тод Парк Мор – китарист и вокалист на Big Head Todd and the Monsters
- Патрик Невил – политик
- Джейни Шрьодер – член на DeVotchKa
- Рейчъл Скот – една от 13-те жертви на стрелбата в гимназия Колумбайн; младежката програма Rachel's Challenge е създадена в нейна памет